# Snellville

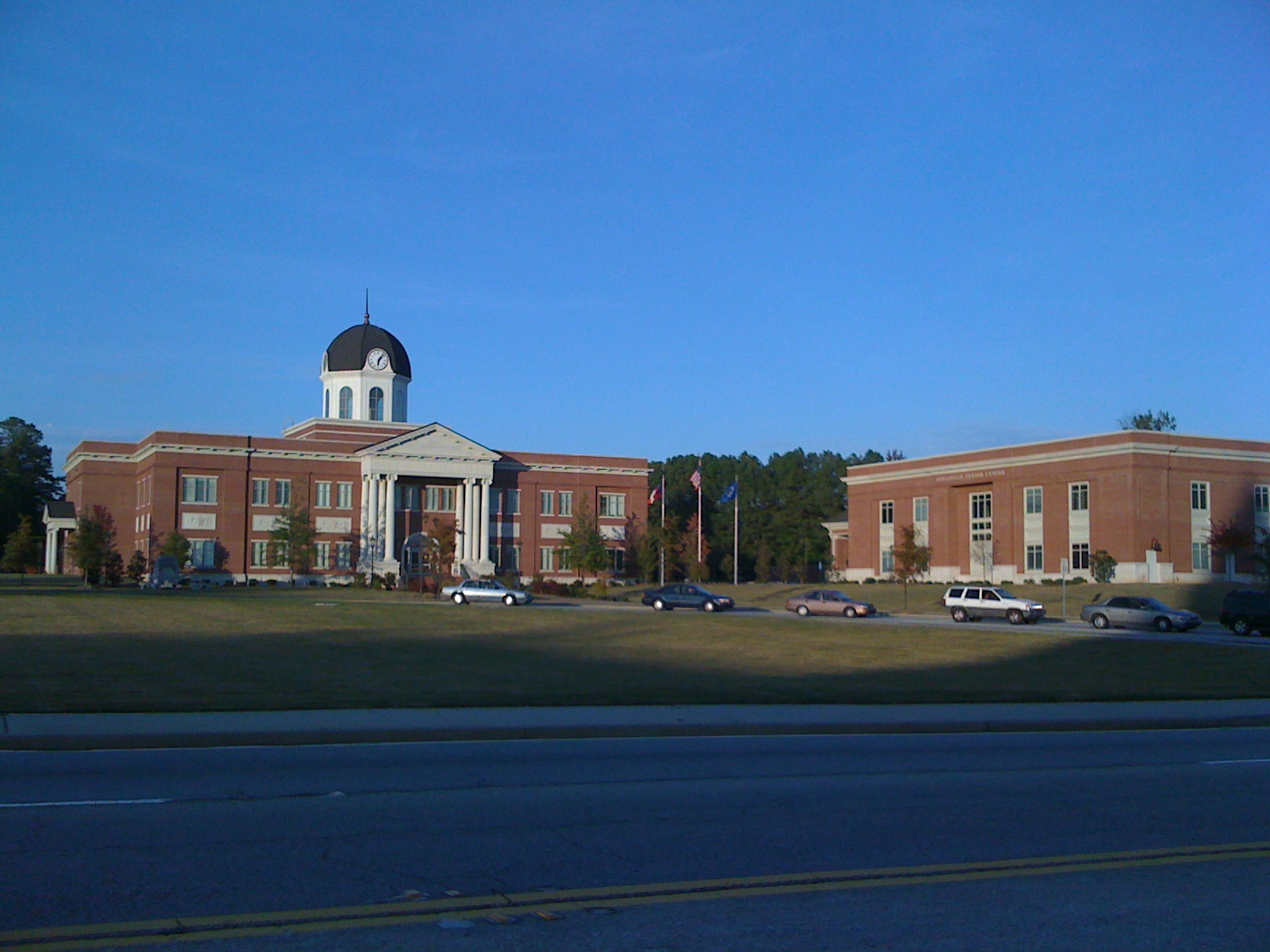
Rathaus von Snellville, Georgia

Snellville ist eine Stadt im Gwinnett County des US-Bundesstaats Georgia.
Das U.S. Census Bureau ermittelte bei der Volkszählung 2020 eine Einwohnerzahl von 20.573. Snellville ist ein östlicher Vorort von Atlanta. Die South Gwinnett High School unterhält eine Schulpartnerschaft mit dem Goethe-Gymnasium (Bensheim).

## Söhne und Töchter der Stadt
- Eric Shanteau (* 1983), Schwimmer
- Jada Stevens (* 1988), Pornodarstellerin